# Harold Emery Moore
Harold Emery Moore Jr. (* 7. Juli 1917 in Winthrop (Massachusetts); † 17. Oktober 1980) war ein amerikanischer Botaniker. Sein offizielles botanisches Autorenkürzel lautet „H.E.Moore“.

## Leben und Wirken
Moore erhielt in den Jahren 1946 und 1955 ein Guggenheim-Stipendium von der John Simon Guggenheim Memorial Foundation. Er war am Bailey Hortorium in Ithaca im US-Bundesstaat New York tätig. Moore war Mitherausgeber des Hortus third von Liberty Hyde Bailey (1976). Er publizierte teilweise zusammen mit William Thomas Stearn sowie mit Robert Gardner Wilson.

## Ehrungen
Nach Moore benannt ist die Pflanzengattung Halmoorea J.Dransf. & N.W.Uhl aus der Familie der Palmen (Arecaceae).

## Werke
- African Violets, Gloxinias and their relatives. 1957.
- An Annotated Checklist of Cultivated Palms. In: Principes. Band 7, 1963.
- The Major Groups of Palms and their Distribution. 1973.